# James Trifunov
James Trifunov   (Jarkovac, 18 de juliol de 1903 - Winnipeg, 27 de juny de 1993) va ser un lluitador austrohongarès de naixement, però canadenc d'adopció, especialista la lluita lliure, que va competir durant les dècades de 1920 i 1930.
El 1924 va prendre part en els Jocs Olímpics de París, on fou novè en la categoria del pes gall del programa de lluita lliure. Quatre anys més tard, als Jocs d'Amsterdam, guanyà la medalla de bronze en la categoria del pes gall del programa de lluita lliure. La seva tercera i darrera participació en uns Jocs fou el 1932, a Los Angeles, on disputà, sense sort, la competició del pes gall de lluita lliure.
En el seu palmarès també destaca una medalla d'or als Jocs de la Commonwealth de 1930; i nou campionats nacionals. En retirar-se de la competició, el 1932, treballà de periodista, alhora que continuava vinculat a la lluita, exercint d'entrenador i dirigent de la Manitoba Wrestling Association durant un quart de segle. Va ser entrenador i director de les delegacions de lluita del Canadà als Jocs Olímpics d'estiu de 1952, 1956 i 1960.
Per la seva vinculació a la lluita lliure va ser reconegut amb nombrosos premis durant la seva vida.